# Berlin – Hauptstadt der DDR
Berlin – Hauptstadt der DDR – fregata rakietowa Niemieckiej Republiki Demokratycznej radzieckiego projektu 1159 (w kodzie NATO: Koni I), z okresu zimnej wojny. Nosiła numer burtowy 142. Wodowana w 1978 roku, weszła do służby w marynarce NRD (Volksmarine) w 1979 roku. Wycofana ze służby po zjednoczeniu Niemiec.

## Budowa
Fregata „Berlin – Hauptstadt der DDR” należała do trzech jednostek radzieckiego projektu 1159 (w kodzie NATO: Koni I) zakupionych przez marynarkę NRD pod koniec lat 70. XX wieku (pozostałe to „Rostock” i „Halle”). Stanowiły one typ małych fregat rakietowych budowanych na eksport dla zaprzyjaźnionych państw. W marynarce NRD klasyfikowane były jako okręty obrony wybrzeża (niem. Küstenschutzschiff) 2. rangi i zastąpiły w służbie fregaty projektu 50 (typu Riga). Przygotowania do ich przejęcia marynarka NRD rozpoczęła jeszcze w 1975 roku. Planowano zakup czwartego okrętu, lecz zrezygnowano z niego.
Stępkę pod budowę okrętu położono 19 stycznia 1977 roku w stoczni Krasnyj Mietallist w  Zielenodolsku, a kadłub wodowano 3 lipca 1978 roku, po czym jednostkę ukończono i oddano do służby z końcem tego roku.

## Skrócony opis
Okręt miał kadłub gładkopokładowy, stalowy, z nadbudówką na śródokręciu ze stopów lekkich. Na pokładzie dziobowym i rufowym umieszczone były pojedyncze wieże artylerii uniwersalnej, a na pokładówce przed rufową wieżą, wysuwana wyrzutnia rakiet przeciwlotniczych Osa-M. Wyporność standardowa wynosiła 1440 ton, a pełna 1600 ton. Długość wynosiła 96,4 m, szerokość 12,55 m, a zanurzenie 3,48 m.
Główne uzbrojenie artyleryjskie stanowiły cztery armaty uniwersalne kalibru 76 mm w dwóch dwudziałowych wieżach AK-726, z zapasem 1600 nabojów. Ich ogniem kierował radar artyleryjski Fut-B. Uzbrojenie artyleryjskie uzupełniały cztery działka przeciwlotnicze kalibru 30 mm w dwóch dwudziałowych wieżach AK-230, z zapasem 6000 nabojów, umieszczone na każdej z burt na śródokręciu, sprzężone z radarem kierowania ogniem Rys′. Uzbrojenie rakietowe stanowiła dwuprowadnicowa wyrzutnia ZIF-122 dla rakiet przeciwlotniczych bliskiego zasięgu systemu Osa-M, z zapasem 20 pocisków 9M-33. Do naprowadzenia pocisków służył radar 4R-33.
Do zwalczania okrętów podwodnych służyły dwie dwunastoprowadnicowe wyrzutnie rakietowych bomb głębinowych RBU-6000, z zapasem 120 bomb RGB-60, umieszczone na dziobie na dolnym piętrze nadbudówki, dysponujące systemem kierowania Buria. Uzupełniały je dwie zrzutnie bomb głębinowych. Okręt mógł zabrać 22 miny na torach minowych.
Wyposażenie radiolokacyjne, oprócz systemów kierowania ogniem, stanowiła stacja radiolokacyjna dozoru ogólnego MR-302. Ponadto okręt miał radar nawigacyjny Don-2. Do wykrywania okrętów podwodnych służyła stacja hydrolokacyjna Argun′. Okręt miał też wyposażenie walki radioelektronicznej w postaci stację rozpoznawczej Bizan′-4B i dwóch szesnastoprowadnicowych wyrzutni celów pozornych PK-16. Według źródeł zachodnich, wyrzutnie celów pozornych zamontowano dopiero w 1987 roku.
Siłownia była w układzie CODAG i składała się z dwóch marszowych silników wysokoprężnych B-68 o mocy łącznej 15 820 KM, napędzających dwie śruby, oraz turbiny gazowej mocy szczytowej M-8B o mocy 18 000 KM, napędzającej środkową śrubę o stałym skoku. Napęd pozwalał na osiągnięcie prędkości maksymalnej 30 węzłów oraz zasięgu 4500 mil morskich przy prędkości ekonomicznej 14 w.

## Służba

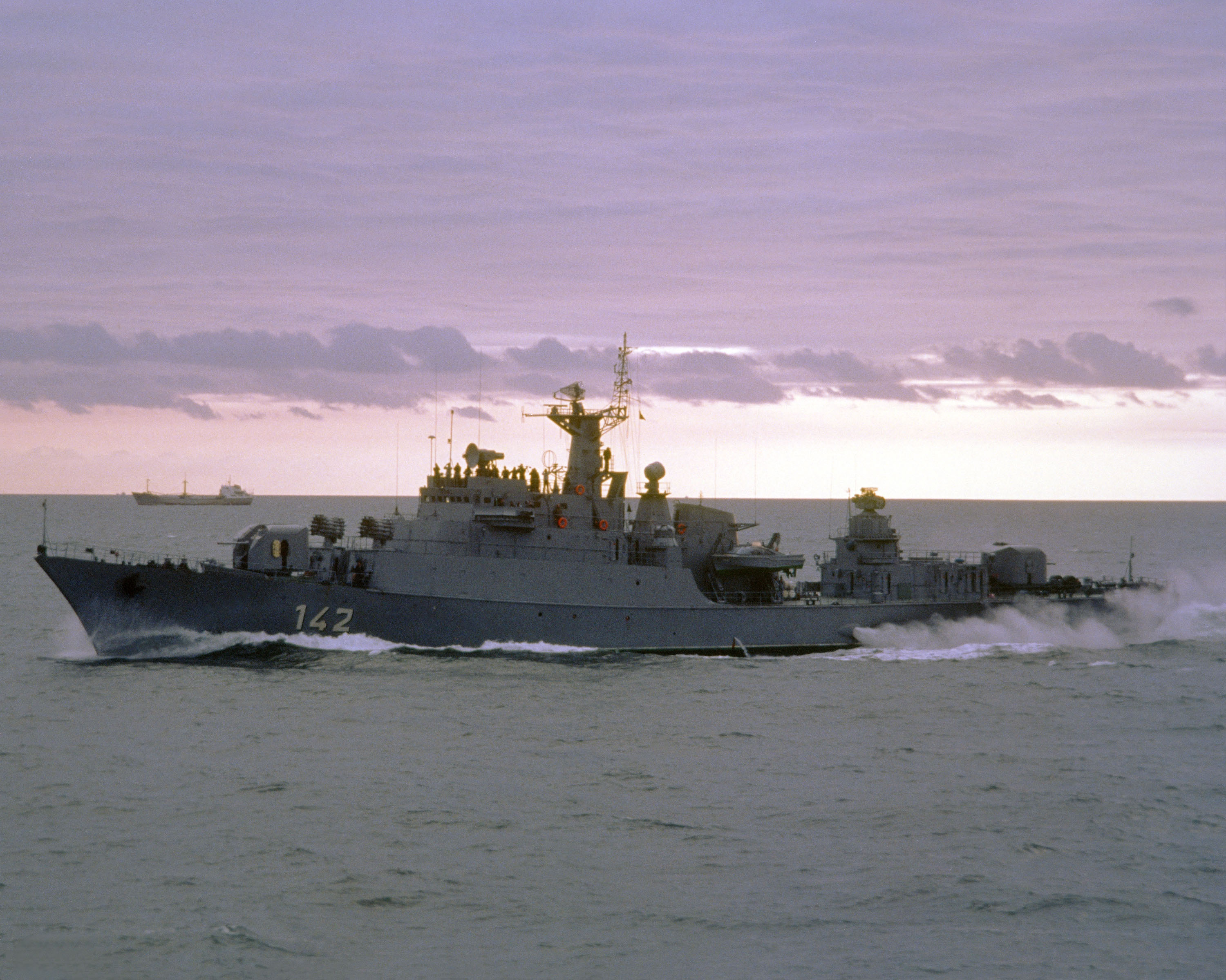
„Berlin – Hauptstadt der DDR” w 1985 roku, obserwujący manewry NATO Baltops

Pierwotnie okręt wszedł tymczasowo 31 grudnia 1978 roku do służby w marynarce ZSRR pod nazwą „Krieczet” (Кречет). Został następnie przekazany finalnemu odbiorcy i 10 maja 1979 roku wszedł do służby w marynarce NRD pod pełną nazwą „Berlin – Hauptstadt der DDR”  (pol. „Berlin – Stolica NRD”). W literaturze używana jest też skrócona nazwa: „Berlin”. W służbie niemieckiej nosił numer burtowy: 142.
Przed zjednoczeniem Niemiec 3 października 1990 roku strona radziecka wymogła zdemontowanie z okrętów systemu przeciwlotniczego Osa-M. W odróżnieniu od okrętów bliźniaczych, „Berlin” nie został przyjęty w skład marynarki zjednoczonych Niemiec Bundesmarine, lecz został wycofany ze służby.